# Шили (Наурзумский район)
Шили (каз. Шилі) — село в Наурзумском районе Костанайской области Казахстана. Административный центр и единственный населённый пункт Шилинского сельского округа. Находится примерно в 37 км к востоку от районного центра, села Караменды. Код КАТО — 395859100.

## Население
В 1999 году население села составляло 1143 человека (582 мужчины и 561 женщина). По данным переписи 2009 года, в селе проживало 697 человек (354 мужчины и 343 женщины).